# Vu Hszi
Vu Hszi (Wu Xi) (egyszerűsített kínai írással: 吴曦, hagyományos kínai írással: 吳曦, pinjin hangsúlyjelekkel: Wú Xī; Sicsiacsuang (Shijiazhuang), 1989. február 19. –) kínai labdarúgó, a Sanghaj Senhua játékosa.

## Pályafutása

### Klubcsapatokban
2008-ban kezdte felnőtt labdarúgó pályafutását a Hebei Tiangong csapatában, amikor a klub megalakult és felkerült a harmadosztályba. Vu fejlődése annyira lenyűgöző volt az idény során, hogy a kínai élvonalbeli Sanghaj Senhua szerződtette 2009. november 17-én. 2010. április 3-án debütált a klub színeiben a Nanchang Bayi elleni 2–1-es győzelem alkalmával. Első gólját 2010. április 17-én szerezte a Tiencsin Teda ellen 2–0-ra megnyert mérkőzésen.
A 2013-as szezon kezdete előtt Vu a Kínai Szuperligában szereplő Csiangszu Szuning csapatához igazolt. 2013. február 26-án debütált a csapatban az FC Szöul elleni 5–1-es vereség alkalmával a 2013-as AFC-bajnokok ligájában. A későbbiekben rendszeres tagja lett a kezdőcsapatnak, és 2015-ben a Sanghaj Senhua ellen megnyerte a Kínai FA-kupát. Ezt követte a 2020-as Kínai Szuperliga bajnoki cím, amely a klub történetében első bajnoki címet jelentette.
2021. február 28-án a Csiangszu Szuning anyavállalata, a Suning Holdings Group bejelentette, hogy pénzügyi nehézségek miatt azonnal leállítja működését. 2021. március 11-én szabadon igazolhatóként visszatért korábbi klubjához, a Sanghaj Senhua csapatához. 2022. június 16-án a 100. mérkőzésén lépett pályára a Sanghaj Senhua csapatában a Hopej FC elleni 3–1-es győzelem alkalmával.

### A válogatottban
2007-ben meghívót kapott a kínai U19-es válogatottba, és részt vett a 2008-as U19-es Ázsia-bajnokságon. Az Üzbegisztán elleni büntetőpárbaj során kihagyta tizenegyesét, amellyel a negyeddöntőben búcsúzott Kína a tornától. A torna után felkerült a kínai U23-as válogatottba, majd a felnőtt válogatottba, ahol 2011. szeptember 28-án a Laosz ellen 6–1-re megnyert mérkőzésen debütált.
2014. december 24-én bekerült a 2015-ös Ázsia-kupára utazó kínai válogatott keretébe. A második csoportmérkőzésén egyenlítő gólt szerzett Üzbegisztán ellen, a mérkőzés pedig 2–1-es kínai sikerrel ért véget, amellyel Kína továbbjutott az egyenes kieséses szakaszba.
Vu mind az öt mérkőzésen pályára lépett a 2019-es Ázsia-kupán, amelyen Kína a negyeddöntőig jutott, ahol 3–0-ra kikapott Irántól.
2023. december 12-én meghívót kapott a 2023-as Ázsia-kupára utazó kínai válogatott keretébe.

## Statisztika

### Klubcsapatokban
2024. április 4-i állapot szerint.
| Klub              | Szezon           | Bajnokság           | Bajnokság | Bajnokság | Kupa  | Kupa  | Nemzetközi | Nemzetközi | Egyéb | Egyéb | Összes | Összes |
| Klub              | Szezon           | Liga                | Mérk.     | Gólok     | Mérk. | Gólok | Mérk.      | Gólok      | Mérk. | Gólok | Mérk.  | Gólok  |
| ----------------- | ---------------- | ------------------- | --------- | --------- | ----- | ----- | ---------- | ---------- | ----- | ----- | ------ | ------ |
| Hebei Tiangong    | 2008             | Kínai harmadosztály |           |           | -     | -     | -          | -          | -     | -     |        |        |
| Sanghaj Senhua    | 2010             | Kínai Szuperliga    | 25        | 2         | -     | -     | -          | -          | -     | -     | 25     | 2      |
| Sanghaj Senhua    | 2011             | Kínai Szuperliga    | 26        | 3         | 2     | 0     | 4          | 0          | -     | -     | 32     | 3      |
| Sanghaj Senhua    | 2012             | Kínai Szuperliga    | 29        | 1         | 2     | 0     | -          | -          | -     | -     | 31     | 1      |
| Sanghaj Senhua    | Összesen         | Összesen            | 80        | 6         | 4     | 0     | 4          | 0          | 0     | 0     | 88     | 6      |
| Csiangszu Szuning | 2013             | Kínai Szuperliga    | 29        | 3         | 2     | 1     | 5          | 0          | 1     | 0     | 37     | 4      |
| Csiangszu Szuning | 2014             | Kínai Szuperliga    | 27        | 3         | 6     | 3     | -          | -          | -     | -     | 33     | 6      |
| Csiangszu Szuning | 2015             | Kínai Szuperliga    | 30        | 5         | 6     | 2     | -          | -          | -     | -     | 36     | 7      |
| Csiangszu Szuning | 2016             | Kínai Szuperliga    | 26        | 2         | 8     | 3     | 6          | 2          | 1     | 0     | 41     | 7      |
| Csiangszu Szuning | 2017             | Kínai Szuperliga    | 18        | 1         | 2     | 1     | 7          | 1          | 1     | 0     | 28     | 3      |
| Csiangszu Szuning | 2018             | Kínai Szuperliga    | 28        | 4         | 4     | 0     | -          | -          | -     | -     | 32     | 4      |
| Csiangszu Szuning | 2019             | Kínai Szuperliga    | 29        | 5         | 1     | 0     | -          | -          | -     | -     | 30     | 5      |
| Csiangszu Szuning | 2020             | Kínai Szuperliga    | 20        | 2         | 5     | 1     | -          | -          | -     | -     | 25     | 3      |
| Csiangszu Szuning | Összesen         | Összesen            | 207       | 25        | 34    | 11    | 18         | 3          | 3     | 0     | 262    | 39     |
| Sanghaj Senhua    | 2021             | Kínai Szuperliga    | 17        | 3         | 0     | 0     | -          | -          | -     | -     | 17     | 3      |
| Sanghaj Senhua    | 2022             | Kínai Szuperliga    | 21        | 1         | 1     | 0     | -          | -          | -     | -     | 22     | 1      |
| Sanghaj Senhua    | 2023             | Kínai Szuperliga    | 19        | 2         | 4     | 0     | -          | -          | -     | -     | 23     | 2      |
| Sanghaj Senhua    | 2024             | Kínai Szuperliga    | 0         | 0         | 0     | 0     | -          | -          | 1     | 0     | 1      | 0      |
| Sanghaj Senhua    | Összesen         | Összesen            | 57        | 6         | 5     | 0     | 0          | 0          | 1     | 0     | 62     | 6      |
| Karrier összesen  | Karrier összesen | Karrier összesen    | 344       | 37        | 43    | 11    | 22         | 3          | 4     | 0     | 403    | 51     |

Jegyzetek
1. 1 2 3  Mérkőzése(i) a Kínai Szuperkupában

### A válogatottban
| Kína     | Kína  | Kína  |
| Év       | Mérk. | Gólok |
| -------- | ----- | ----- |
| 2011     | 5     | 0     |
| 2013     | 4     | 1     |
| 2014     | 12    | 0     |
| 2015     | 15    | 1     |
| 2016     | 5     | 0     |
| 2017     | 8     | 1     |
| 2018     | 8     | 1     |
| 2019     | 14    | 5     |
| 2021     | 9     | 2     |
| 2022     | 3     | 0     |
| 2023     | 7     | 0     |
| 2024     | 3     | 0     |
| Összesen | 93    | 11    |

#### Góljai a kínai válogatottban
| #   | Dátum                | Ellenfél        | Eredmény | Kiírás                | Esemény     |
| --- | -------------------- | --------------- | -------- | --------------------- | ----------- |
| 1.  | 2013. október 15.    | Indonézia       | 1 – 1    | Ázsia-kupa-selejtező  | 36'         |
| 2.  | 2015. január 14.     | Üzbegisztán     | 2 – 1    | Ázsia-kupa-csoportkör | 55'         |
| 3.  | 2017. június 13.     | Szíria          | 2 – 2    | Vb-selejtező          | 75'         |
| 4.  | 2018. december 28.   | Jordánia        | 1 – 1    | Barátságos mérkőzés   | 17' 80'     |
| 5.  | 2019. június 7.      | Fülöp-szigetek  | 2 – 0    | Barátságos mérkőzés   | 14' 73'     |
| 6.  | 2019. augusztus 30.  | Mianmar         | 4 – 1    | Barátságos mérkőzés   | 19' 22' 60' |
| 7.  | 2019. szeptember 10. | Maldív-szigetek | 5 – 0    | Vb-selejtező          | 34'         |
| 8.  | 2019. október 10.    | Guam            | 7 – 0    | Vb-selejtező          | 46' 58'     |
| 9.  | 2021. május 30.      | Guam            | 7 – 0    | Vb-selejtező          | 61'         |
| 10. | 2021. október 12.    | Szaúd-Arábia    | 2 – 3    | Vb-selejtező          | 87'         |

## Sikerei, díjai
Csiangszu Szuning
- Kínai bajnok: 2020
- Kínai kupagyőztes: 2015
- Kínai szuperkupa-győztes: 2013

 Sanghaj Senhua
- Kínai kupagyőztes: 2023
- Kínai szuperkupa-győztes: 2024

Egyéni
- Kínai Szuperliga Az év csapata: 2015, 2016, 2019

## Fordítás
- Ez a szócikk részben vagy egészben  a   Wu Xi (footballer) című angol Wikipédia-szócikk fordításán alapul.  Az eredeti cikk szerkesztőit annak laptörténete sorolja fel. Ez a jelzés csupán a megfogalmazás eredetét és a szerzői jogokat jelzi, nem szolgál a cikkben szereplő információk forrásmegjelöléseként.